# Gianfranco Meggiato
Gianfranco Meggiato (Venezia, 26 agosto 1963) è uno scultore italiano.

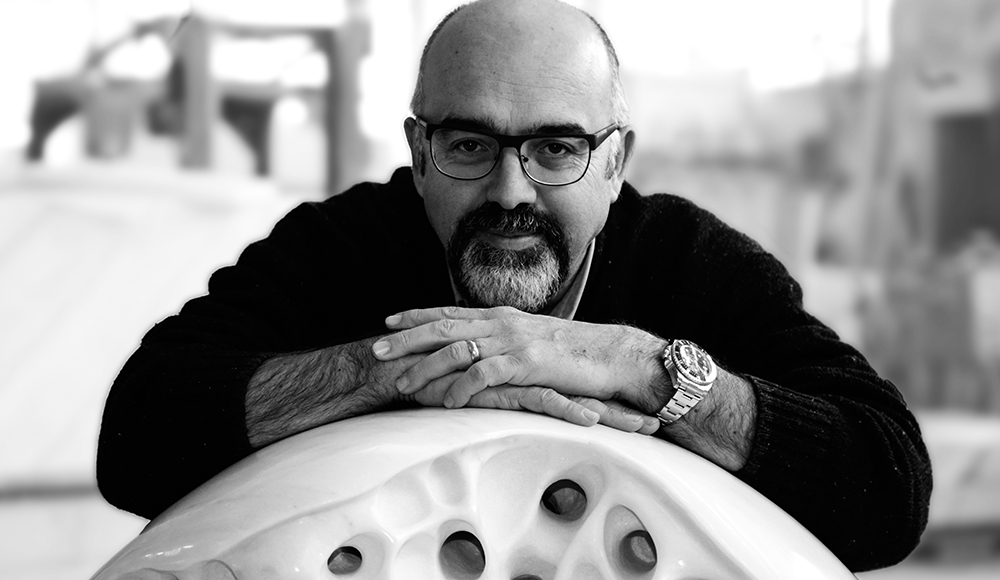
Gianfranco Meggiato

È uno scultore contemporaneo astratto attivo nel panorama internazionale.
Il 14 ottobre 2017, a Firenze, gli viene conferito il Premio ICOMOS/UNESCO per l'Arte.

## Biografia
Gianfranco Meggiato nasce il 26 agosto 1963 a Venezia dove frequenta l'Istituto Statale d’Arte di Venezia incontrando la figura carismatica del prof. Loris Zambon, scultore veneziano già allievo di Viani. Qui studia decorazione plastica e ceramica realizzando in prima superiore un pannello in pietra di Vicenza che verrà esposto nel 1979 alla collettiva della fondazione comunale Bevilacqua La Masa in Piazza San Marco a Venezia. In seguito nel 1984 la Bevilacqua la Masa vedrà ancora la partecipazione di Meggiato con due pannelli in semi-refrattario.
Nella sua opera Meggiato guarda ai grandi maestri del 900: Constantin Brâncuși per la sua ricerca dell’essenzialità, Henry Moore per il rapporto interno-esterno delle sue maternità e Alexander Calder per l’apertura allo spazio delle sue opere. Lo spazio entra nelle opere e il vuoto diviene importante quanto il pieno. L’artista modella le sue sculture ispirandosi al tessuto biomorfo e al labirinto, che simboleggia il tortuoso percorso dell’uomo teso a trovare sé stesso e a svelare la preziosa sfera interiore. 
Meggiato inventa così il concetto di “introscultura“ in cui lo sguardo dell’osservatore viene attirato verso l’interiorità dell’opera, non limitandosi alle superfici esterne. “A livello formale lo spazio e la luce non delimitano l’opera, scivolandole addosso come fosse un tuttotondo, ma penetrano al suo interno avvolgendone i reticoli e i grovigli arrivando ad illuminare la sfera centrale quale ideale punto di arrivo”.
L’opera di Gianfranco Meggiato è attualmente esposta in mostre e fiere internazionali, tra cui in USA, Canada, Gran Bretagna, Danimarca, Germania, Belgio, Olanda, Francia, Austria, Svizzera, Spagna, Portogallo, Principato di Monaco, Ucraina, Russia, India, Cina, Emirati Arabi, Kuwait, Corea del Sud, Singapore, Taipei, Australia. 
Nel 2007 ha esposto le sue sculture monumentali alla 10º edizione di OPEN - Esposizione Internazionale di Sculture ed Installazioni a Venezia.
Tra il 2007 e il 2009 gli vengono dedicate diverse mostre personali: dal Museo degli Strumenti Musicali di Roma, al Palazzo del Senato a Milano e al Museo Correr (Biblioteca Marciana) a Venezia.
Nel 2009 partecipa alla mostra di sculture monumentali “Plaza” di Milano, (ventesimo anniversario del crollo del Muro di Berlino).
Nel 2010: Installa una sfera monumentale sul Breath Building GEOX a Milano, inoltre è invitato ad una mostra personale all'UBS BANK di Lugano.
Nel 2011 e 2013 è invitato a partecipare alla Biennale di Venezia nei padiglioni nazionali. Nel 2012 in occasione di Art Bre a Cap Martin la sua Sfera Enigma viene presentata al Principe Alberto di Monaco e successivamente esposta sul porto di Montecarlo.
Nel 2014 il Lu.C.C.A. Center of Contemporary Art ospita una personale dell’artista e lo invita a partecipare alla collettiva ”Inquieto Novecento”, dove le sue opere sono esposte assieme a quelle di artisti come Emilio Vedova, Victor Vasarely, Christo, Maurizio Cattelan, Damien Hirst.
Nel dicembre 2016 espone una scultura monumentale: Sfera Sirio diam. 2 metri nel parco Bayfront di Miami.
A febbraio 2017 viene inaugurata nel complesso monumentale della Suola Grande della Misericordia a Venezia una grande mostra antologica con più di 50 opere, tra cui "Verso la Libertà", una fusione in alluminio di circa 4 metri.

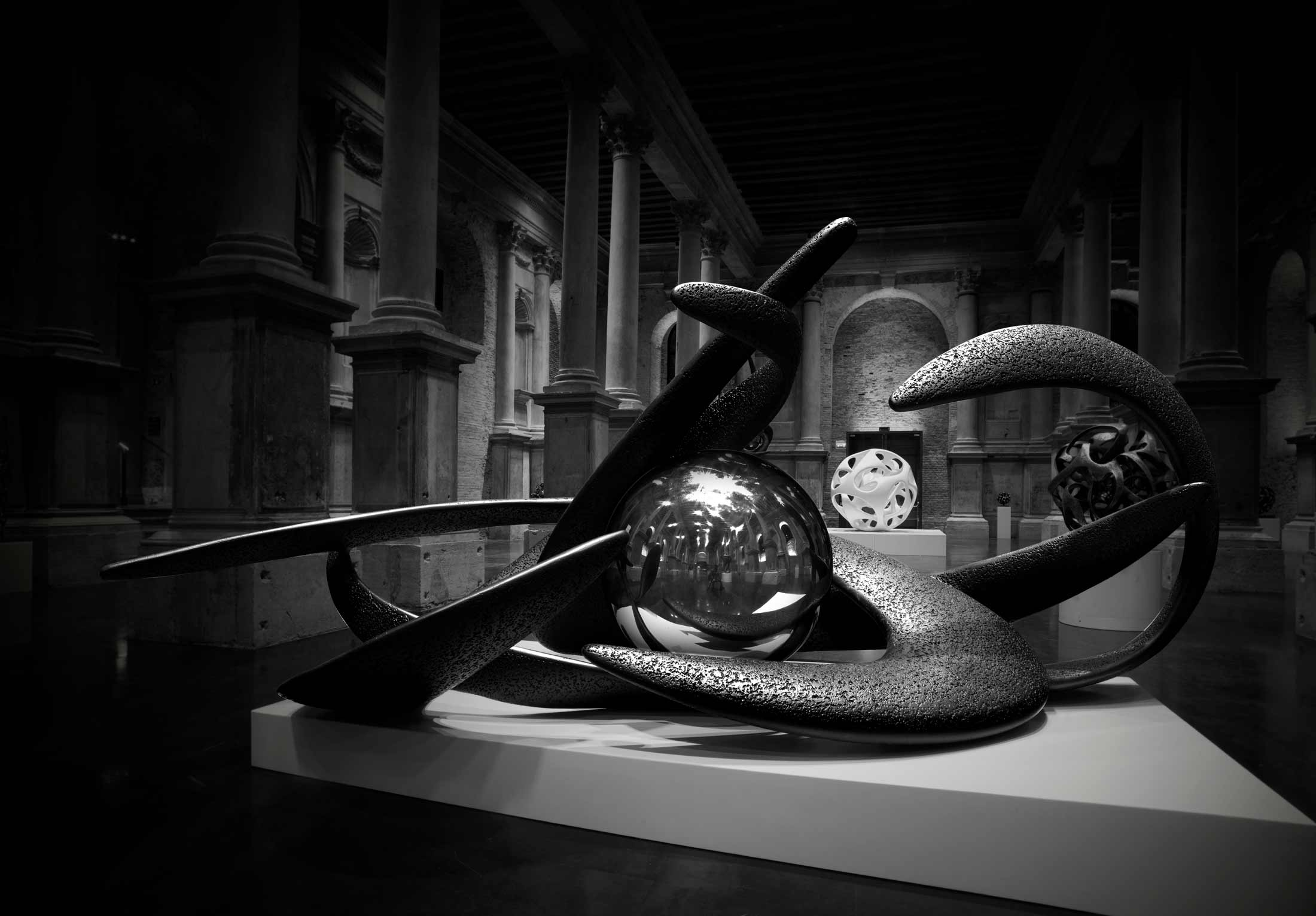
Gianfranco Meggiato - Verso la Libertà - 2017 - Fusione in alluminio - Scuola Grande della Misericordia a Venezia

Sempre nello stesso anno, a giugno, il museo delle arti MARCA di Catanzaro inaugura una grande mostra dedicata a Gianfranco Meggiato che si estende nelle quattro location più importanti della città: Museo Marca, Scolacium, Musmi (Museo Militare) e Marca Open con ”Il Giardino delle Muse Silenti” una installazione di venti metri di diametro che vede la collocazione di otto opere monumentali all’interno di un labirinto composto da 4.000 sacchi di juta. L’opera più imponente dell’intera composizione, "il mio pensiero libero", viene posta permanentemente nel Parco Internazionale della scultura a fianco di Tony Cragg.
Sempre nel 2017 ad agosto nel complesso archeologico di Scolacium va in scena l’opera lirica “CARMEN” con le scenografie di Gianfranco Meggiato. Nello stesso mese Meggiato è selezionato per esporre al ventesimo anniversario di OPEN 20 Esposizione Internazionale di sculture ed Installazioni in concomitanza con la Mostra del Cinema di Venezia.
Ad Ottobre 2017 a Gianfranco Meggiato viene conferito il prestigioso premio ICOMOS/UNESCO ”per aver magistralmente coniugato l’antico e il contemporaneo in installazioni scultoree di grande potere evocativo e valenza estetica”. 
Sempre nello stesso mese, in occasione di Pistoia capitale della cultura, Meggiato viene invitato ad esporre in piazza duomo con una sua installazione: Il Mio Pensiero Libero-Le Muse Silenti.
Nel 2018, a Palermo, prende parte a "Manifesta 12", dando vita alla grande installazione "La Spirale della Vita", opera dal diametro di dieci metri creata mediante l'utilizzo di duemila sacchi militari, su ciascuno dei quali è riportato il nome di una vittima della mafia: un'installazione contro la violenza mafiosa e in memoria delle persone uccise da Cosa nostra.
Nel 2019 è a Matera dove inaugura "Il Giardino di Zyz", la più grande installazione di arte contemporanea di Matera Capitale europea della cultura: opera che ha la forma di una gigantesca mano di Fatima: Zyz che è il "fiore" per i Fenici, è per Meggiato “l’essenza primigenia della conoscenza e della cultura" e culmina nell'indicazione ermetico-cosmologica che "Tutto è Uno".
Nel 2021, le opere di Meggiato sono esposte nella grande mostra intitolata "L'uomo quantico" all'interno della Valle dei Templi di Agrigento, dove le gigantesche sculture in dialogo con i templi greci: un inno all'uomo e alla sua ricerca interiore e metafisica, che si esprime mediante l'incontro fra le sculture contemporanee composte in leghe di metallo e le pietre delle grandi testimonianze archeologiche dell'antica Akragas.
Nell 2022, Le sue sculture sono a Pisa, dove vengono esposte nella mostra diffusa Gianfranco Meggiato, Il respiro della forma, nella quale l'artista partendo dalla Torre pendente indaga il tema della fragilità umana.

## Esposizioni ed eventi

### 2022
”Gianfranco Meggiato, Il respiro della forma", 22 ottobre- 4 dicembre, Pisa, Italia. 

### 2021
”L'uomo quantico. Non c'è futuro senza memoria”, Valle dei Templi, Agrigento, Italia. 

### 2019
Eventi Istituzionali: ”Il Giardino di Zyz”, Matera Capitale Europea della Cultura 2018, I Design, ITALIA

### 2018
Eventi Istituzionali: ”La Spirale della Vita”, Manifesta 12 Collateral, Biennale Nomade Europea di Arte Contemporanea e Cultura, Palermo/ Palermo Capitale Italiana della Cultura 2018, I Design, ITALIA
Esposizioni in Musei: Boca Raton Museum of Art, Boca Raton, USA
Esposizioni con opere monumentali: Couchevel,”L’Art au Sommet”, Bartoux Galeries, FRANCIA/Cannes, Bartoux Galeries, FRANCIA/Positano, Liquid Art System, ITALIA
Fiere d’Arte: Art Stage Singapore, Palma Art Gallery, SINGAPORE/Art Palm Beach, Boccara Art Gallery, Ransom Gallery, Palm Beach, USA/Palm Beach Modern and Contemporary, Boccara Art Gallery, Palm Beach, USA/Art New York, Boccara Art Gallery, New York, USA/Art Boca Raton, Boccara Art Gallery, New York, USA/ Art Miami, Boccara Art Gallery, New York, USA
Esposizioni in Gallerie: Mazzoleni Arte, Torino/Casa d’Arte San Lorenzo Sardegna/Galleria Mucciaccia Roma, Cortina/Liquid Art System, Positano, Capri e Anacapri/Bugno Art Gallery, Venezia/Orler Gallerie d’Arte, Venezia/ Galleria d’Arte Enrico Paoli, Pietrasanta/Ransom Gallery, Londra/Opera Gallery, Londra/The House of Fine Art , Mykonos/Artion Art Gallery, Ginevra, Atene, Salonicco, Spetses, Cipro /Continental Art Gallery, Beaulieu Sur Mer/Momentum Art Gallery, Knokke/Parkview Art Hong Kong

### 2017
Esposizioni in Musei: Mostra Personale nel Parco Internazionale della scultura Marca Open ”Il Giardino delle Muse Silenti”, esposizione al Museo Marca, al Museo Musmi, Catanzaro e al Parco Archeologico Scolacium, Borgia, ITALIA
Mostre Antologiche: Mostra personale nel Complesso della Misericordia: ”GENESIS”, Orler Gallerie d’Arte, Venezia, ITALIA
Premi: Premio Speciale ICOMOS/UNESCO per l'arte ”per aver magistralmente coniugato l’antico e il contemporaneo in installazioni scultoree di grande potere evocativo e valenza estetica”
Eventi Istituzionali: ”Il Mio Pensiero Libero”, Capitale Italiana della Cultura 2017, Pistoia, ITALIA
Installazioni: OPEN20, Esposizione Internazionale di Sculture ed Installazioni, Venezia, ITALIA / XI Florence Biennale, Firenze, ITALIA
Scenografie: Opera lirica ”CARMEN” Parco Archeologico di Scolacium, Borgia, ITALIA
Fiere d’Arte: Arte Fiera Bologna, Mazzoleni Arte, Bologna, ITALIA/Scope New York, Ransom Art Gallery, Boccara Art Gallery, New York, USA/Sofa Chicago, Ransom Art Gallery, Chicago, USA/Scope Miami Beach, Ransom Art Gallery, Boccara Art Gallery, Miami, USA
Esposizioni in Gallerie: Mazzoleni Arte, Torino/Casa d’Arte San Lorenzo Sardegna/Galleria Mucciaccia Roma, Cortina/Liquid Art System, Positano, Capri, Anacapri/Bugno Art Gallery, Venezia/Orler Gallerie d’Arte, Venezia/ Galleria d’Arte Enrico Paoli, Pietrasanta/Ransom Gallery, Londra/Opera Gallery, Londra/The House of Fine Art, Mykonos/Artion Art Gallery, Ginevra/Continental Art Gallery, Beaulieu Sur Mer/Momentum Art Gallery, Knokke/Eternity Gallery, Miami/Bartoux Galeries, Couchevel

### 2016
Esposizioni con opere monumentali: ”Sfera Sirio” d 200 cm, Bayfront Park, Miami, USA
Fiere d’Arte: Arte Fiera Bologna, Mazzoleni Arte, Bologna, ITALIA/MiArt, Mazzoleni Arte, Milano, ITALIA/Art Taipei, Opera Gallery, Taipei/Art Verona, Mazzoleni Arte, Verona, ITALIA/BAF Bergamo Arte Fiera, Mazzoleni Arte, Bergamo, ITALIA/ArtePadova, Mazzoleni Arte, Torino, ITALIA/Context Art Miami, Liquid Art System, Valli Art Gallery, Miami, USA/Scope Miami Beach, Ransom Art Gallery, Miami, USA
Esposizioni in Gallerie: Mazzoleni Arte, Torino/Casa d’Arte San Lorenzo Sardegna/Galleria Mucciaccia Roma, Cortina/ Liquid Art System, Positano, Capri e Anacapri/Bugno Art Gallery, Venezia/Orler Gallerie d’Arte, Venezia/ Galleria d’Arte Enrico Paoli, Pietrasanta/Ransom Gallery, Londra/Opera Gallery, Singapore, Londra/Rarity Gallery , Mykonos /Continental Art Gallery, Beaulieu Sur Mer/Momentum Art Gallery, Knokke/Valli Art Gallery, Miami

### 2015
Fiere d’Arte: Art Paris, Art and Space Gallery, Parigi, FRANCIA/Art Palm Beach, Pashmin Art Gallery, Miami, USA/Art Stage Singapore, Opera Gallery, SINGAPORE/Art Verona, Mazzoleni Arte, Verona, ITALIA/BAF Bergamo Arte Fiera, Mazzoleni Arte, Bergamo, ITALIA /ArtePadova, Mazzoleni Arte, Padova, ITALIA
Esposizioni in Gallerie: Mazzoleni Arte, Torino/Casa d’Arte San Lorenzo Sardegna/Galleria Mucciaccia Roma, Cortina/Liquid Art System, Positano, Capri, Anacapri/Bugno Art Gallery, Venezia/Orler Gallerie d’Arte, Venezia/ Galleria d’Arte Enrico Paoli, Pietrasanta/Ransom Gallery, Londra/Opera Gallery, Parigi, Montecarlo, Dubai, Singapore, Miami /Rarity Gallery , Mykonos /Continental Art Gallery, Beaulieu Sur Mer/Momentum Art Gallery, Knokke/ Galleria d’Arte Portofino/ Hay Hill Gallery, Londra/Artmundi Galeries, Parigi

### 2014
Esposizione a Pietrasanta (1º giugno 2014 - 30 settembre 2014)
Lu.c.c.a. Center of Contemporary Art - "La Libertà della Materia" (personale: 15 marzo - 13 aprile) e "Inquieto Novecento. Vedova, Vasarely, Christo, Cattelan, Hirst e la genesi del terzo millennio" a cura di Stefano Cecchetto e Maurizio Vanni

### 2013
Partecipazione alla 55ª Biennale di Venezia 2013 - Padiglione Repubblica Popolare del Bangladesh
Esposizione Personale a Pietrasanta (1º luglio 2013 - 31 agosto 2013) 

### 2012
Art Shanghai 2012
Cap Martin (Francia), inaugurazione opera monumentale Sfera Enigma [diametro 4,8 m h. 6 m], con la presenza del Principe Alberto di Monaco
Kiaf 2012 (Seoul/Corea)
Mostra personale a Rubliovka (Mosca/Russia)
Installazione permanente di due opere monumentali poste all'entrata dell'Hotel Ergife di Roma (Roma/Italia)
Art Beijing 2012 (Pechino/Cina)
Artexpo New York 2012 (New York/USA)
Mostra al Centro di Nanotecnologia della Federazione Russa: Rusnano (Mosca/Russia)
Mostra personale a Salerno e Poltu Quatu, Positano, Capri, Ravello, Portofino, Forte dei Marmi e Venezia

### 2011
Fiere d'Arte: Art Manege 2011 (Mosca/Russia) / Art Toronto 2011 (Toronto/Canada) / Shanghai Art Fair 2011 (Shanghai/Cina) / Art Beijing 2011(Pechino/Cina) / Lille Art Fair (Lille/Francia) / Art Madrid (Madrid/Spagna) 2011 / Art Monaco 2011(Montecarlo/Principato di Monaco) / India Art Summit 2011 (Nuova Delhi/India). Partecipazione alla 54ma Biennale Internazionale d'Arte di Venezia
Mostre Antologiche:  Salerno, Poltu Quatu, Positano, Capri, Ravello, Portofino, Forte dei Marmi e Venezia

### 2010
Art Manege (Mosca/Russia)
Art Canton (Canton/Cina)
Beijing Art Expo (Pechino/Cina)
Art Dubai (Dubai/United Arab Emirates)
Lineart Ghent (Ghent/Belgio)
Mostra personale a Lugano, (Lugano/Svizzera), UBS Bank
Open Art Fair Utrecht (Paesi Bassi)
Mostra personale a Salerno e Poltu Quatu, Positano, Capri, Ravello, Portofino e Venezia

### 2009
Fiere d’Arte: Art Karlsruhe (Karlsruhe/Germania) / Salon de l'Art Contemporain Luxembourg (Lussemburgo) / LineArt Ghent (Ghent/ Belgio) / Arte Lisboa Contemporary Art Fair (Lisbona/Portogallo)
Plaza 2009: 20º Anniversario della caduta del muro di Berlino, esposizione collettiva con
sculture monumentali di Meggiato nel centro storico di Milano
Mostra personale in Dubai, con il patrocinio dell'Ambasciata italiana a Kuwait
Mostra personale a Salerno e Poltu Quatu, Positano, Capri, Ravello, Portofino e Venezia

### 2008
Mostre Antologiche: Museo degli Strumenti Musicali a Roma / Palazzo Senato in Milano / nel monumentale Salone della Biblioteca Marciana a Venezia. Altre mostre a Salerno, Poltu Quatu Positano, Capri, Ravello, Portofino, St. Moritz e Venezia
Fiere d’Arte: Art Ucraine (Kiev/Ucraina)

### 2007
Mostra personale a New York
Esposizione collettiva a Londra
Salon de l'Art Contemporain Luxembourg (Lussemburgo)
Art Karlsruhe (Karlsruhe/Germania)
Holland Art Fair Den Haag (Paesi Bassi)